# Група могил воїнів Громадянської та Великої Вітчизняної воєн і пам'ятний знак односельчанам (Водяне)

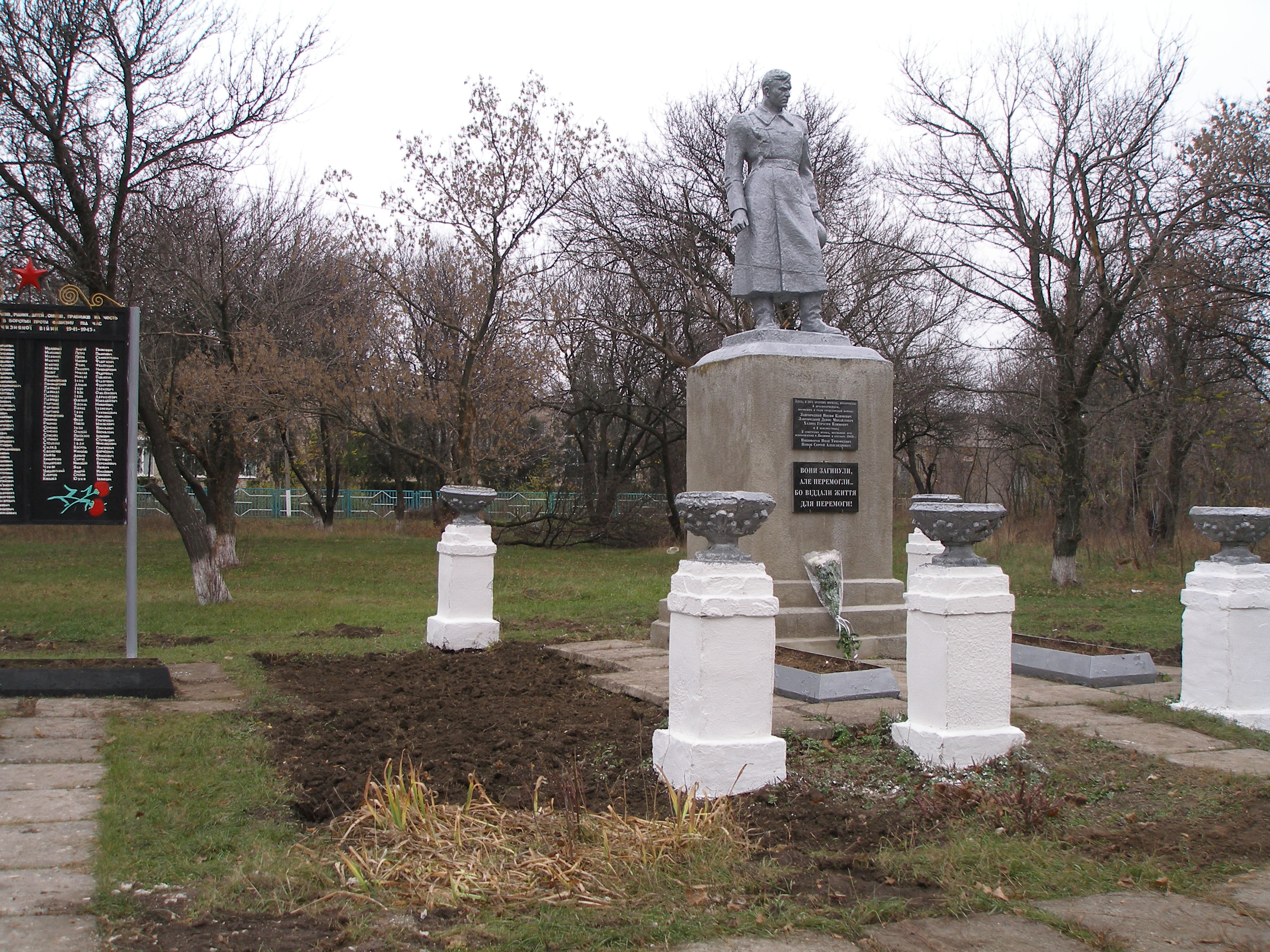
Група могил воїнів Громадянської та Великої Вітчизняної воєн і пам’ятний знак односельчанам

Група могил воїнів Громадянської та Великої Вітчизняної воєн і пам’ятний знак односельчанам у с. Водяне Юр’ївського району Дніпропетровської області. 

## Історія
Пам’ятка знаходиться на вулиці Центральній, біля клубу. В одній могилі поховано 5 воїнів, які загинули в бою з денікінцями в 1919 році, в другій – 2 воїни  35-ї гвардійської стрілецької дивізії 6-ї армії Південно-Західного фронту, які загинули при вигнанні нацистських окупантів з села 19 вересня 1943 року. 
Друга могила з’явилась в 1958 році внаслідок перепоховання з місць боїв.
В 1961 році біля могил встановлено скульптуру “Воїн з автоматом”. Пам'ятний знак односельчанам встановлений ліворуч від входу на територію пам'ятки, оформлений у вигляді надгробника та меморіальної дошки, на якій прізвища 77 воїнів-односельчан, які загинули на фронтах німецько-радянської війни. Площа під пам'яткою 12.0х8.0 м.

## Персоналії
1. Завгородній Йосип Климович, 1919 р..
2. Завгородній Денис Михайлович, 1919 р..
3. Халява Герасим Климович, 1919 р..
4. Нікіфоров Іван Тимофійович, 1943 р..
5. Попов Сергій Олександрович, 1943 р..

## Додаток
Текст на меморіальній дошці: "Вечная слава и память погибшим за свободу нашей Родины в Великой Отечественной войне 1941-1945 гг.". Текст на другій меморіальній дошці: "Здесь похоронено 5 участников гражданской и 2 Великой Отечественной войн" и далее 5 известных имен. Пам'ятний знак односельцям оформлений у вигляді меморіальної дошки з металу.